# Vrsta (biologija)
Vŕsta (latinsko species) je v biologiji ena od osnovnih biodiverzitetnih kategorij. Vrsta na splošno sestoji iz vseh posameznih organizmov naravne populacije, ki so se zaradi razmeroma recentnega skupnega prednika med seboj sposobni ploditi ter imajo na splošno podoben izgled, značilnosti in dedne lastnosti.
Čeprav so definicije vrste različne in je včasih težko ločiti med vrsto in podvrsto, so prave meje med vrstami v splošnem dovolj jasne. Zgled za vrsto sta na primer mehiški aksolotl (Ambystoma mexicanum) in okroglolistna rosika (Drosera rotundifolia). Zgled skupin, ki niso vrste: sibirski tiger, ki je podvrsta tigra); jelen, ki ni vrsta, temveč družina 34 vrst, med katerimi sta npr. rdeči jelen in močvirski jelen. Vse danes živeči ljudje pripadajo isti vrsti (Homo sapiens) in tudi isti podvrsti (H. s. sapiens).
Pri znanstvenem razvrščanju dobi vsaka vrsta (razen virusov) dvočlensko ime »binom«, ki ga obravnavamo po pravilih latinščine. Prvi člen imena je ime rodu in ga zapišemo z veliko začetnico. Temu sledi drugi člen, imenovan vrstni pridevek. Ljudje na primer spadajo v rod Homo in so v vrsti Homo sapiens. Ime vrste obsega oba člena in ne le drugega. Dvočlensko poimenovanje je kot standard, ki je bil kasneje v taksonomiji formaliziran, v 18. stoletju uvedel švedski naravoslovec Carl von Linné v svojih delih Species Plantarum in Systema Naturae (njegovo ime se v naravoslovju navadno zapiše kot Carolus Linnaeus oz. pri vrstah, ki jih je poimenoval v obliki kratice L.), zaradi česar ga ponekod imenujejo »poimenovanje po Linneju«. 
Od prihoda teorije o evoluciji se je pojmovanje vrste spremenilo v temelju. Še vedno pa ni doseženo soglasje o tem, kaj naj bi izraz vrsta pomenil. Najpogosteje navajano opredelitev vrste je skoval nemško-ameriški biolog Ernst Mayr. Po njegovem razumevanju, ki ga imenujemo biološko pojmovanje vrste ali izolacijsko pojmovanje vrste, naj bi bile vrste »skupine naravnih populacij, ki so se dejansko ali potencialno med seboj sposobne ploditi in so reproduktivno izolirane od drugih takih skupin«.
V tisku se znanstveno ime vrste pravilno zapiše ležeče. Neznane vrste dobijo kot drugi člen v ednini okrajšavo »sp.«, v množini pa »spp.«

## Definicija
Biologi in taksonomi so skozi zgodovino poskušali razviti natančno definicijo vrste. Sprva so preučevali zunanje značilnosti organizmov (morfologijo) in postopoma prehajali k sodobnejšim metodam, kot je genetika. Zgodnji taksonomi, vključno z Linnaeusom, so svoje opise temeljili na tem, kar so lahko opazili z očmi. Tako je nastal koncept vrste, ki temelji na fizičnih lastnostih organizmov (tipološki ali morfološki koncept). Kasneje je Ernst Mayr poudarjal pomen reproduktivne izolacije, vendar je to, tako kot mnoge druge definicije vrste, težko ali celo nemogoče preveriti v praksi. Biologi, ki so prišli po Mayru, so poskušali izboljšati njegovo definicijo vrste s koncepti prepoznavanja in kohezije. Mnogi od teh konceptov so si zelo podobni ali se prekrivajo, zaradi česar jih je težko prešteti. Na primer, biolog R. L. Mayden je zabeležil okoli 24 različnih konceptov vrste, filozof znanosti John Wilkins pa 26.
Wilkins je razvrstil različne koncepte vrste v sedem glavnih kategorij: 
1. Agamosermija:  koncept vrste za nespolne organizme, ki se razmnožujejo brez spolnega razmnoževanja.
2. Biovrste: Koncept vrste za spolne organizme, ki so reproduktivno izolirani od drugih vrst.
3. Ekotipi: Vrste, ki se opredeljujejo glede na ekološke niše, ki jih zasedajo.
4. Evolucijske vrste: Vrste, opredeljene na podlagi njihovega evolucijskega rodovnika.
5. Genetske vrste: Vrste, opredeljene na podlagi skupnega genskega bazena.
6. Morfološke vrste: Vrste, opredeljene na podlagi njihove oblike ali fizičnih lastnosti (fenotipa).
7. Taksonomske vrste: Vrste, ki jih določi taksonom na podlagi strokovnih meril.[7]

### Tipološke ali morfološke vrste
Tipološka vrsta opredeljuje vrsto kot skupino organizmov, ki imajo določene stalne lastnosti, imenovane tip. Te lastnosti so tako očitne, da jih lahko prepoznajo celo ljudje brez formalnega izobraževanja, enako kot sodobni taksonomi. Pri tej metodi se uporabljajo razlike v fizičnih značilnostih (fenotipih), kot so na primer dolžina repa, za razlikovanje med vrstami. To tipološko metodo so v zgodnji zgodovini biologije uporabljali kot klasično metodo za določanje vrst. Linnaeus je to metodo uporabljal pri svojem delu na začetku razvoja evolucijske teorije. Vendar je pomembno razumeti, da različni fenotipi ne pomenijo nujno, da gre za različne vrste. Na primer, če se vinska mušica rodi s štirimi krili, medtem ko ima njena mati dve krili, to še ne pomeni, da gre za drugo vrsto. Vrste, ki so določene na podlagi tipološke metode, se imenujejo morfovrste (morphospecies), kar pomeni, da so določene glede na obliko in fizične značilnosti.
V 1970-ih letih so biologi Robert R. Sokal, Theodore J. Crovello in Peter Sneath razvili koncept fenetske vrste, kot različico tradicionalnega morfološkega koncepta. Fenetska vrsta je skupina organizmov, ki imajo med seboj podoben videz (fenotip), vendar se razlikujejo od drugih skupin organizmov po svojih fizičnih lastnostih. Ta koncept se razlikuje od tradicionalnega morfološkega pristopa, ker vključuje uporabo numeričnih meritev za izračun razdalje ali podobnosti med organizmi. To pomeni, da se organizmi združujejo v skupine na podlagi primerjav velikega števila fizičnih lastnosti, kar je bolj kvantitativen in sistematičen način določanja vrst.

### Vrsta na osnovi prepoznave partnerja in kohezijska vrsta
Vrsta na osnovi prepoznave partnerja je skupina organizmov, ki se spolno razmnožujejo in se med seboj prepoznajo kot primerni partnerji za parjenje. Koncept kohezijske vrste razširja to idejo, saj poleg prepoznavanja partnerjev vključuje tudi izolacijo po parjenju. Kohezijska vrsta vključuje vse posameznike, ki lahko ohranijo skupne lastnosti (fenotipsko kohezijo) zaradi notranjih mehanizmov, ki jih povezujejo. Tudi če se različne populacije lahko križajo (hibridizirajo), so to še vedno ločene kohezijske vrste, če ta hibridizacija ni dovolj obsežna, da bi popolnoma združila njihove genske sklade. Nadaljnji razvoj koncepta prepoznave vodi k biosemiotskemu konceptu vrste, ki se osredotoča na komunikacijo med organizmi.

### Genetska podobnost in črtne kode vrst
V mikrobiologiji se geni lahko prenašajo tudi med različnimi bakterijami, vključno s tistimi, ki niso tesno povezane po evolucijski poti. To pomeni, da se geni lahko izmenjujejo ne samo med bližnjimi sorodniki, temveč tudi med zelo različnimi bakterijami znotraj celotne bakterijske skupine. Mikrobiologi so ugotovili, da če imajo bakterije ali arheje več kot 97% podobnost v zaporedju gena za 16S ribosomalno RNA, je treba opraviti dodatne teste  (kot je hibridizacija DNK-DNK), da se ugotovi, ali pripadajo isti vrsti. Leta 2006 so ta prag povišali na 98,7%.
Metoda povprečne nukleotidne identitete (ANI) omogoča merjenje kako genetsko podobni so celotnigenomi različnih organizmov. Pri tej analizi primerjajo določene dele genomov, ki so dolgi približno 10.000 baznih parov (gradnikov DNK). Ko znanstveniki zberejo dovolj podatkov o genomih organizmov znotraj enega rodu, lahko uporabijo računalniške algoritme za določanje in razvrščanje vrst. Na primer, leta 2013 so na ta način kategorizirali bakterijo Pseudomonas avellanae.  Od leta 2020 dalje se ta metoda uporablja za vse bakterije in arheje, katerih genomi so bili sekvencirani. Opazili so, da vrednosti ANI med različnimi organizmi kažejo na "vrzel ANI" med 85–95%, kar kaže na genetsko mejo, ki je uporabna za definiranje vrste.
Predlagano je bilo, da se za prepoznavanje in razlikovanje vrst uporabi metoda črtnega kodiranja DNK, ki je primerna tudi za nestrokovnjake. Ena od metod temelji na analizi dela mitohondrijske DNK v genu za citokrom c oksidazo. Baza podatkov Barcode of Life Data System vsebuje zaporedja črtnih kod DNK več kot 190.000 različnih vrst. Vendar nekateri znanstveniki, vključno z Robom DeSalleom, opozarjajo na težave pri uporabi DNK črtnih kod v primerjavi s tradicionalnimi metodami razvrščanja organizmov (taksonomija). Menijo, da se obe metodi včasih razlikujeta pri določanju, kaj je vrsta, zato predlagajo, da bi ju morali bolje uskladiti. Poleg tega lahko genetska introgresija (prenos genov iz ene vrste v drugo) povzroči zmedo pri identifikaciji vrst z uporabo DNK črtnih kod. To se lahko zgodi, na primer, zaradi organizmov, kot so endosimbionti (organizmi, ki živijo znotraj drugih organizmov), ki lahko prenašajo gene med vrstami.

### Filogenetske ali kladistične vrste
Filogenetska ali kladistična vrsta je »najmanjša skupek populacij (pri spolnih organizmih) ali linij (pri nespolnih organizmih), prepoznati z edinstveno kombinacijo lastnosti pri primerljivih posameznikih«. Opazovane lastnosti zagotavljajo dokaze za hipoteze o različnih evolucijskih linijah, ki so ohranile svojo gensko celovitost skozi čas in prostor. Molekularni označevalci, kot so genske razlike v jedrski ali mitohondrijski DNK, se lahko uporabljajo za določanje teh vrst.. Na primer, v eni študiji o glivah je uporaba kladističnih vrst pri preučevanju nukleotidnih znakov dala najbolj natančne rezultate pri prepoznavanju različnih vrst gliv v primerjavi z drugimi koncepti vrst. Vendar različice filogenetskega koncepta, ki poudarjajo monofilijo (vse potomke skupnega prednika) ali diagnozo (prepoznavanje vrst po značilnostih), lahko privedejo do razdelitve obstoječih vrst. To se je zgodilo pri Bovidae, kjer so stare podvrste prepoznali kot ločene vrste, kljub dejstvu, da ni reproduktivnih ovir, in populacije se lahko med seboj križajo. Nekateri so ta pristop poimenovali taksonomska inflacija, kar pomeni, da se jasnost in natančnost opredelitve vrste zmanjšuje in taksonomija postaja nestabilna. Drugi pa zagovarjajo ta pristop in menijo, da je »taksonomska inflacija« negativna oznaka, medtem ko nasprotni pogled imenujejo »taksonomski konzervativizem«. Ti zagovorniki trdijo, da je smiselno razdeliti vrste in priznati manjše populacije kot vrste, saj to omogoča, da jih lažje vključim na rdeči seznam IUCN kot ogrožene vrste, kar lahko prinese zakonodajo o varstvu in dodatna sredstva za ohranjanje.
Za razliko od biološkega koncepta vrste se kladistična vrsta ne opira na reproduktivno izolacijo – njeni kriteriji za določanje vrste so neodvisni od procesov, ki so ključni za druge koncepte.  Zato je ta koncept primeren tudi za nespolne organizme. Vendar pa kladistični pristop ne zagotavlja vedno jasnih in intuitivno zadovoljivih meja med taksoni in je potrebno uporabiti več različnih virov dokazov - na primer primerjavo več genetskih značilnosti (več polimorfnih genov), da bi dal zanesljive rezultate.

### Evolucijske vrste
Evolucijska vrsta, kot jo je predlagal George Gaylord Simpson leta 1951, je definirana kot »entiteta, sestavljena iz organizmov, ki ohranja svojo identiteto ločeno od drugih takšnih entitet skozi čas in prostor ter ima svojo neodvisno evolucijsko pot in zgodovino«. Ta koncept se razlikuje od biološkega koncepta vrste, saj poudarja zgodovinsko kontinuiteto in trajnost vrste skozi čas. Wiley in Mayden sta trdila, da je evolucijski koncept vrste »identičen« konceptu vrste, ki ga je razvil Willi Hennig, ter dodala, da so druge metode, kot so biološki koncept vrste in različne različice filogenetskega koncepta, manj primerne za natančno določanje števila vrst, kar je ključno za študije biodiverzitete. Prav tako sta predlagala, da evolucijski koncept vrste deluje tako za nespolno kot za spolno razmnožujoče se vrste. Kevin de Queiroz je predstavil različico evolucijskega koncepta, imenovanega »Splošni koncept rodovnih vrst (General Lineage Concept of Species)«.

### Ekološke vrste
Ekološka vrsta je skupina organizmov, ki so se prilagodili specifičnim virom ali okolju, ki ga imenujemo niša. To pomeni, da organizmi znotraj te vrste izkoriščajo enake vire in so specializirani za življenje v določenem okolju. Po tem konceptu se populacije organizmov oblikujejo v ločene fenetske skupine, ki jih prepoznamo kot vrste, ker ekološki in evolucijski procesi določajo, kako se viri razdelijo v okolju..

### Genetske vrste
Genetska vrsta, kot sta jo opredelila Robert Baker in Robert Bradley, je skupina populacij, ki so genetsko izolirane in se razmnožujejo znotraj svoje skupine. Ta koncept je podoben Mayrjevemu biološkemu konceptu vrste, vendar bolj poudarja genetsko izolacijo kot kriterij za določanje vrste namesto reproduktivne izolacije. V 21. stoletju je mogoče določiti genetsko vrsto s primerjavo zaporedij DNK. V preteklosti so bile na voljo tudi druge metode, kot je primerjava kariotipov (sklopov kromosomov) in alozimov (različic encimov).

### Evolucijsko pomembna enota
Evolucijsko pomembna enota (ESU) ali »vrsta prosto živečih živali« je populacija organizmov, ki se obravnava kot ločena skupina, ko gre za prizadevanja za njihovo ohranjanje.

### Kronovrste
V paleontologiji, kjer so edini dokazi za preučevanje primerjalna anatomija (morfologija) in histologija fosilov, se lahko uporabi koncept kronovrste. Med anagenezo (evolucija, ki ne vključuje nujno razvejanja vrst) si nekateri paleontologi prizadevajo identificirati zaporedje vrst, kjer vsaka naslednja vrsta izhaja iz filetično izumrle, skozi nenehne, počasne in bolj ali manj enakomerne spremembe. V takšnem časovnem zaporedju nekateri paleontologi ocenjujejo, koliko sprememb je potrebnih, da se morfološko ločena oblika šteje za drugo vrsto v primerjavi s svojimi predniki.

### Virusne kvazivrste
Virusi imajo zelo velike populacije, niso povsem živi organizmi, saj so sestavljeni iz nukleinske kisline (DNK ali RNK) obdane s proteinskim ovojem in hitro mutirajo. Zaradi teh lastnosti tradicionalni koncepti vrst (kot pri živalih ali rastlinah) niso primerni za viruse. Virusna kvazivrsta je skupina genotipov, ki so povezani s podobnimi mutacijami in tekmujejo v zelo mutagenem okolju in jih zato ureja ravnovesje med mutacijo in selekcijo. Ni predpostavke, da bi virusna kvazivrsta bila podobna tradicionalni biološki vrsti. Mednarodni odbor za taksonomijo virusov od leta 1962 naprej razvija univerzalno shemo za razvrščanje virusov, kar je stabiliziralo in poenotilo taksonomijo virusov.

## Taksonomija in poimenovanje

### Domača in znanstvena imena
Domača imena za vrste organizmov so pogosto dvoumna: »mačka« bi lahko pomenila domačo mačko, Felis catus, ali družino mačk, Felidae. Poleg tega se domača imena pogosto razlikujejo glede na geografsko lokacijo. Na primer, za »pumo« Puma concolor v različnih delih Amerike uporabljajo različna imena, kot so cougar, catamount, panter in gorski lev, medtem ko »panter« lahko v Latinski Ameriki pomeni jaguarja (Panthera onca), v Afriki in Aziji pa leoparda (Panthera pardus). V nasprotju s tem so znanstvena imena vrst zasnovana tako, da so enolična in univerzalna (razen nekaterih medkodeksnih homonimov, kjer imata lahko dve različni vrsti iz različnih organizmov, na primer rastline in živali, isto znanstveno ime). Sestavljena so iz dveh delov, ki se uporabljata skupaj: rod (npr. Puma) in specifični epitet (npr. concolor).

### Opis vrste
Vrsta dobi taksonomsko ime, ko je tipski primerek uradno opisan v znanstveni publikaciji, ki mu dodeli edinstveno znanstveno ime. Opis nove vrste vsebuje podrobnosti, ki omogočajo njeno prepoznavo in razlikovanje od drugih že znanih vrst. To prepoznavanje ni nujno povezano samo z zunanjim videzom (morfologijo), še posebej pri kriptičnih vrstah, ki so si lahko zelo podobne na videz, a se razlikujejo po drugih značilnostih, kot je genetika. Ko je opis nove vrste sprejet zagotavlja veljavno objavljeno ime (v botaniki) ali razpoložljivo ime (v zoologiji). Gradivo, ki je bilo uporabljeno za opis nove vrste, je običajno shranjeno v trajnem arhivu, pogosto v raziskovalni zbirki muzeja ali univerze. To omogoča drugim znanstvenikom neodvisno preverjanje in primerjavo primerkov. Znanstveniki, ki opisujejo nove vrste, so naprošeni, da izbirajo imena, ki so po priporočilih Mednarodnega kodeksa zoološke nomenklature »primerna, jedrnata, melodična, zapomnljiva in ne žalijo«.

### Okrajšave
V knjigah in člankih avtorji včasih namerno ne navedejo celotnega imena vrste, ampak namesto tega uporabijo okrajšavo »sp.« v ednini ali »spp.« (označuje species pluralis, latinsko za »več vrst«) v množini. Namesto natančnega imena vrste ali epiteta uporabijo samo ime rodu (npr. Canis sp.). To se običajno zgodi, ko so avtorji prepričani, da določeni organizmi pripadajo določenemu rodu, vendar niso prepričani, kateri vrsti pripadajo, kot je to običajno v paleontologiji.
Avtorji lahko uporabljajo tudi »spp.« kot na kratko povedano, kot kratek način za izražanje, da nekaj velja za več vrst znotraj določenega rodu, vendar ne nujno za vse vrste v tem rodu. Če znanstveniki mislijo, da nekaj velja za vse vrste v rodu, uporabijo samo ime rodu brez natančnega imena vrste ali epiteta. Imena rodov in vrst se običajno pišejo v ležeči pisavi. Vendar pa se okrajšave, kot sta »sp.« in »spp.«, ne pišejo v ležeči pisavi.
Kadar identiteta vrste ni jasna, lahko strokovnjak uporabi »cf.« pred epitetom, kar označuje, da je treba identifikacijo vrste še potrditi. Okrajšavi »nr.« (blizu) ali »aff.« (soroden) se lahko uporabita, kadar je identiteta vrste nejasna, vendar se zdi, da je vrsta podobna tisti, ki je navedena za okrajšavo.

### Identifikacijske kode
Z razvojem spletnih baz podatkov so oblikovali posebne kode za zagotavljanje identifikatorjev za vrste, ki služijo kot enolični identifikatorji za že opredeljene vrste:
- Nacionalni center za biotehnološke informacije (NCBI) uporablja numerično kodo 'taksid' ali taksonomski identifikator, »stabilen enoličen identifikator«, npr. taksid za Homo sapiens je 9606.[74]
- Kjotska enciklopedija genov in genomov (KEGG) uporablja tri- ali štiričrkovne kode za omejeno število organizmov; v tej kodi je na primer za H. sapiens uporabljena koda hsa.[75]
- UniProt uporablja »mnemoniko« , ki vsebujejo največ pet alfanumeričnih znakov, npr. za H. sapiens je oznaka HUMAN.[76]
- Integrirani taksonomski informacijski sistem (ITIS) vsaki vrsti dodeli enolično številko. Za Homo sapiens je LSID urn:lsid:catalogueoflife.org:taxon:4da6736d-d35f-11e6-9d3f-bc764e092680:col20170225.[77]

### Združevanje in deljenje
Odločitev o tem, kako poimenovati neko vrsto in v kateri rod ali višje taksone jo uvrstiti, hipoteza. Ta se lahko spremeni, ko znanstveniki pridobijo nove podatke, ki lahko hipotezo potrdijo ali zavrnejo. V preteklosti, ko je bila komunikacija med znanstveniki otežena, so posamezni raziskovalci pogosto isto vrsto poimenovali drugače, saj so delali neodvisno drug od drugega. Ko se ugotovi, da dve imeni opisujeta isti organizem, ima prednost starejše ime, novejše pa se smatra kot sinonim. Ta postopek poimenovanja se imenuje sinonimija.Ko se znanstveniki odločijo, da določeno skupino organizmov (taksone) razdelijo na manjše, bolj specifične skupine, temu pravimo deljenje. Taksonomisti so med svojimi kolegi pogosto imenovani kot »združevalci« ali »delivci«, odvisno od njihovega osebnega pristopa k prepoznavanju razlik ali podobnosti med organizmi. Odločitev o tem, kako široko ali ozko opredeliti takson (npr. rod, vrsto), je prepuščena strokovnjakom in ni strogo določena z kodeksi zoološke ali botanične nomenklature, , kar je drugače kot v drugih znanstvenih disciplinah, kjer so tehnični izrazi natančno opredeljeni.

### Širok in ozek pomen
Mednarodni kodeksi za poimenovanje vrst, kot sta ICZN za živali in ICN za rastline, ne določajo pravil za določanje meja vrst. in novi podatki lahko spremenijo, kako se vrsta definira, kar pomeni, da se lahko njene meje spremenijo, kar imenujemo obseg vrste (circumscription). Ko se meje vrst razlikujejo glede na različne znanstvene definicije, se lahko uporablja izraz sensu stricto ('v ožjem pomenu'), ki označuje, da gre za natančno definicijo vrste, kot jo je opisal izvirni avtor. Nasprotni izraz sensu lato ('v širšem pomenu') se uporablja za širše opredelitve, ki lahko vključujejo dodatne podvrste ali širši nabor organizmov. Različne okrajšave, kot sta 'auct.' ('avtor') in kvalifikatorji, kot je 'non' ('ne'), pomagajo pojasniti, kateri avtorji so uporabili določene definicije vrst in kako se te opredelitve razlikujejo od drugih.

## Spremembe
Vrste se sčasoma spreminjajo; lahko se razvijejo v nove vrste,  si izmenjujejo gene z drugimi vrstami,  se združujejo z drugimi vrstami ali izumrejo.

### Speciacija
Evolucijski proces, pri katerem se biološke populacije organizmov, ki se spolno razmnožujejo, razvijejo v ločene vrste ali postanejo dovolj različne, da se med seboj ne morejo več uspešno razmnoževati, imenujemo speciacija. Charles Darwin je bil prvi, ki je opisal vlogo naravnega izbora v speciaciji v svoji knjigi O nastanku vrst iz leta 1859. Speciacija je odvisna od stopnje reproduktivne izolacije, zmanjšanega pretoka genov. To se najlažje zgodi pri alopatrični speciaciji, ko so populacije geografsko ločene in se lahko postopoma razlikujejo, saj se mutacije kopičijo. Reproduktivna izolacija se lahko poruši, če se populacije med seboj križajo (hibridizacija), vendar se to lahko selektivno zavrača, ko imata par populacij nezdružljive alele istega gena, kot to opisuje Bateson–Dobzhansky–Mullerjev model. Drugačen mehanizem, filetična speciacija, vključuje proces, kjer se ena linija sčasoma spremeni v novo obliko (kronovrsta), ne da bi nastalo več ločenih vrst;.

### Izmenjava genov med vrstami
Horizontalni prenos genov med organizmi različnih vrst, ki se lahko zgodi prek hibridizacije, antigenskega premika ali prerazvrščanja, je včasih pomemben vir genetske variacije. Virusi so sposobni prenosa genov med vrstami. Bakterije lahko izmenjujejo plazmide z bakterijami drugih vrst, vključno z nekaterimi navidezno sorodnimi v različnih filogenetskih domenah, kar otežuje njihovo tazvrščanje in slabi koncept opredelitev bakterijskih vrst.
Louis-Marie Bobay in Howard Ochman na podlagi analize genomov številnih vrst bakterij predlagata, menita, da bakterije, podobno kot rastline in živali, lahko tvorijo »skupnosti, kjer se pogosto izmenjujejo geni«, ki so primerljive z reproduktivno izoliranimi populacijami rastlin in živali. Bakterije lahko tako tvorijo vrste, podobno kot pri Mayrjevemu konceptu biološke vrste, ki jo sestavljajo nespolno razmnožujoče se populacije, ki izmenjujejo gene s homologno rekombinacijo.

### Izumrtje
Vrsta izumre, ko umre zadnji posameznik te vrste. Vendar pa lahko vrsta postane funkcionalno izumrla že prej. Ocenjuje se, da je več kot 99 odstotkov vseh vrst, ki so kdaj živele na Zemlji, zdaj izumrlih. Izumrtje mnogih vrst se je zgodilo v obdobjih množičnih izumrtj, na primer ob koncu ordovicija, devona, perma, triasa in krede. Množična izumrtja so imela številne vzroke, vključno z vulkanskimi izbruhi, podnebnimi spremembami in spremembami v kemični sestavi oceanov in ozračja, kar je nato močno vplivalo na ekologijo, atmosfero, kopenske površine in vode na Zemlji. Včasih vrsta izumre z asimilacijo, kar pomeni, da se združi z drugo vrsto skozi proces hibridizacije. Tako nastala enotna vrsta se imenuje »kompilovrsta« (compilospecies).

## Zgodovina

### Klasične oblike
Aristotel je v svoji biologiji uporabljal uporabljal posebne izraze, kjer je γένος (génos) označeval širšo skupino organizmov, kot so ptice ali ribe, medtem ko je εἶδος (eidos) označeval bolj specifične oblike znotraj teh skupin, na primer (med pticami) žerjav, orel, vrana ali vrabec. Ti izrazi so bili prevedeni v latinščino kot »genus« in »species«, čeprav ne ustrezajo Linnejevim sodobnim taksonomskim kategorijam; v današnji klasifikaciji so ptice razred, žerjavi družina, vrane pa rod. Aristotel je ločeval vrste na podlagi njihovih značilnostih; na primer, ptica ima perje, kljun, krila, jajce s trdo lupino in toplo kri. Oblika (»eidos«) je bila nekaj, kar je bilo skupno vsem primerkom te oblike, mladiči pa so podedovali morebitne različice od svojih staršev. Aristotel je bil prepričan, da so vse vrste in oblike jasno ločene in da se ne spreminjajo skozi čas. Pomembneje pa je, da sta bila izraza γένος (génos) in εἶδος (eidos) v Aristotelovih delih relativna; takson, ki se v določenem kontekstu šteje za eidos, se lahko v drugem obravnava kot génos in se nadalje deli na eide (množina eidosa). Njegov način razmišljanja in klasifikacije je močno vplival na naravoslovje vse do renesanse in ima še danes, čeprav manjši, vpliv na razumevanje biologije.

### Nespremenljive vrste
V  zgodnjem novem veku so znanstveniki in naravoslovci začeli razvijati sisteme za razvrščanje in organizacijo živih bitij. Prvi poskusi klasifikacije niso bili znanstveno utemeljeni po današnjih standardih in so temeljili na površinskih podobnostih. Nekateri razvrstitveni sistemi so na primer združevali rastline z enakimi barvami cvetov (vse rastline z rumenimi cvetovi) ali pa so živali razvrščali po vedenju (kače, škorpijoni in nekatere grizeče mravlje). John Ray, angleški naravoslovec, je leta 1686 prvi poskušal podati biološko definicijo vrste, kot sledi:
Nobeno zanesljivejše merilo za določanje vrste mi ni prišlo na misel kot značilnosti, ki se ohranjajo pri razmnoževanju iz semena. Torej, ne glede na to, kakšne variacije se pojavijo pri posameznikih ali vrstah, če izvirajo iz semena ene in iste rastline, so to naključne variacije in ne zadostujejo, da bi se določila nova vrsta ... Živali, ki se prav tako razlikujejo specifično, ohranjajo svoje ločene vrste trajno; ena vrsta nikoli ne izvira iz semena druge in obratno.
V 18. stoletju je švedski znanstvenik Carl Linnaeus vzpostavil sistem razvrščanja organizmov, ki je temeljil na njihovih skupnih značilnostih in ne zgolj na podlagi razlik. Skupaj z drugimi sistematiki tistega časa je razvil idejo taksonomske hierarhije, kjer so bili organizmi razporejeni v različne skupine na podlagi opaznih značilnostih in naj bi odražala naravne povezave med njimi. V tistem času pa je še vedno veljalo prepričanje ,da vrste niso biološko povezane med seboj (razen morda med tistimi znotraj istega rodu), ne glede na to, kako podobne so si bile. To prepričanje je izviralo iz filozofskih in religioznih pogledov, po katerih so vse vrste bile ustvarjene kot ločene enote, zasnovane od Boga. Ta pogled se je odražal v konceptu aristotelske hierarhije, scala naturae ali lestvica narave. Čeprav je bila ta lestvica pogosto razumljena kot fiksna in nespremenljiva, je scala (lestev) sama po sebi nakazovala potencial za napredek ali spremembe.

### Spremenljivost
Linnaeus je pri preučevanju hibridizacije (križanja različnih vrst) spoznal, da vrste niso povsem nespremenljive. Kljub temu ni verjel, da lahko hibridizacija privede do nastanka popolnoma novih vrst. Namesto tega je ohranjal tradicionalen pogled, da so vrste ustvarjene od Boga in lahko spremenijo svoje lastnosti le prek hibridizacije ali prilagajanja na okolje (aklimatizacije). Do 19. stoletja so naravoslovci začeli priznavati, da se vrste lahko spreminjajo skozi čas in da zgodovina planeta ponuja dovolj časa za pomembne evolucijske spremembe. Jean-Baptiste Lamarck je v svoji Zoološki filozofiji leta 1809 opisal transmutacijo vrst, pri čemer je predlagal, da se vrste sčasoma lahko preoblikujejo v druge vrste, kar je bil radikalen odmik od Aristotelove ideje.

Leta 1859 sta Charles Darwin in Alfred Russel Wallace podala opis evolucije in nastanka novih vrst. Darwin je trdil, da so se razvile populacije, ne posamezniki. Naravni izbor deluje na variacije, ki se naravno pojavljajo med posamezniki znotraj populacije. Spoznanje o naravni selekciji in evoluciji je pomenilo, da je bilo treba ponovno premisliti, kaj pomeni »vrsta«. Darwin je ugotovil, da so vrste v resnici le človeški pojmi, uporabljeni zaradi praktičnosti pri poimenovanju in prepoznavanju skupin posameznikov, pri čemer je zapisal:
Na pojem vrsta gledam kot na nekaj, kar je bilo arbitrarno določeno zaradi priročnosti za niz posameznikov, ki si med seboj močno podobni ... Ne razlikuje se bistveno od izraza variacija, ki se uporablja za manj izrazite oblike znotraj vrste. Tudi izraz variacija, v primerjavi z zgolj individualnimi razlikami, se uporablja arbitrarno in zaradi praktičnosti.